# حوزه انتخابیه هفتم تگزاس
حوزه انتخابیه هفتم تگزاس یک حوزه انتخابیه مجلس نمایندگان آمریکا است که در ایالت تگزاس قرار دارد.